# Abiel Abbot
Abiel Abbot (* 17. August 1770 in Andover, Province of Massachusetts Bay; † 7. Juni 1828 bei Staten Island, New York City) war ein US-amerikanischer Geistlicher.

## Leben
Abiel Abbot, Sohn von John und Abigail Abbot, studierte am Harvard College und erlangte dort 1792 einen akademischen Abschluss in Theologie. Ab 1793 wirkte er als Prediger und ab 1795 als Pastor in Haverhill (Massachusetts). 1795 heiratete er Eunice Wales. 1803 zog er nach Beverly (Massachusetts) und wurde dort Pfarrer der First Church, welches Amt er, abgesehen von kurzen krankheitsbedingten Unterbrechungen, bis kurz vor seinem Lebensende versah. Zur Wiederherstellung seiner Gesundheit verbrachte er den Winter 1827/28 in South Carolina, wo er sich in und in der Umgebung von Charleston aufhielt. Im Frühling 1828 begab er sich für einige Monate nach Kuba, trat dann in der Hoffnung seiner Wiedergenesung die Heimreise an, starb aber am 7. Juni 1828 im Alter von 57 Jahren am Gelbfieber an Bord eines von Charleston nach New York segelnden Schiffes, als dieses vor Staten Island vor Anker ging. Er wurde auf dem Friedhof von Staten Island beigesetzt.
Abbot veröffentlichte mehrere Predigten, so 1802 eine Artillery Election Sermon, 1812 Sermons to Mariners, 1815 eine Adress on Intemperance, 1816 eine Sermon before the Salem Missionary Society, 1817 eine Sermon before the Bible Society of Salem und 1827 eine Convention Sermon. Sein Hauptwerk erschien aber erst postum unter dem Titel Letters written in the Interior of Cuba, between the Mountains of Arcana to the east, and of Cusco to the west, in the months of February, March, April, and May 1828 (Boston 1829). In diesem Werk zeigt Abbot eine große Beobachtungsgabe, viel Talent für eine lebhafte und anschauliche Beschreibung und einen liebenswürdigen Charakter. Seine gesammelten Predigten, die von einer Denkschrift von S. Everett begleitet sind, kamen 1831 in Boston heraus.